# Aleksej II. Komnen
Aleksej II. Komnen (grško starogrško Αλέξιος Β’ Κομνηνός: Alexios II Komnēnos) je bil od leta  1180 do 1183 cesar Bizantinskega cesarstva, * 10. september 1169, Konstantinopel, Bizantinsko cesarstvo, † 24. september 1183, Konstantinopel, Bizantinsko cesarstvo.
Ob prihodu na prestol je bil še otrok, zato v resnici sploh ni vladal. Njegova vladavina se je končala z njegovim umorom.

## Življenjepis
Aleksej je bil edinec cesarja Manuela I. Komnena in njegove druge žene Marije Antioške, hčerke antioškega kneza Rajmonda. Oče ga je zaradi utrditve odnosov z zahodnoevropskimi silami 2. marca 1180 poročil z Agnezo Francosko,  hčerko francoskega kralja Ludvika VII.. 
Oče je kmalu po poroki 24. septembra 1180 umrl in Aleksej je postal cesar, čeprav je imel komaj enajst let. Namesto njega je kot regentka vladala  njegova mati, dejanski vladar pa je bil njen izbranec in domnevni ljubimec  Aleksej Komnen, nesposoben nečak cesarja Manuela I..
Njegova mati Marija je bila antioška princesa, po poreklu Frankinja, ki je favorizirala zahodnjake in zato dobila širok krog nasprotnikov. Med njimi sta bila celo Aleksejeva polsestra Marija Komnena in njen mož Renier Montferraški.  Njuna zarota leta 1181 je spodletela in Marija je ostala na prestolu.
Ko so maja 1182 v Konstantinoplu izbruhnili veliki protilatinski nemiri, so se stvari obrnile proti Alekseju in Mariji, ker je bil tokrat proti njima tudi Manuelov nečak Andronik Komnen, cesarski namestnik v Pontu. Andronik je z veliko vojsko krenil iz Male Azije proti prestolnici, potem pa se je v Kalcedonu ustavil in mirno čakal, da se stvari razpletejo do konca. Regenta Alekseja Komnena so uporniki ujeli in predali Androniku, ki ga je oslepil in poslal v samostan.  Aprila je končno vstopil v Konstantinopel, aretiral vse Marijine pristaše in se javno zaklinjal, da je prišel kot zaščitnik mladega cesarja Alekseja II., čeprav so bili njegovi nameni povsem drugačni. Marijo je prisilil, da je postala redovnica in odšla iz Konstantinopla, sebe pa je dal septembra 1183 okronati za socesarja. Alekseja II. so kmalu zatem zadavili, da cesarstvo ne bi imelo dveh vladarjev. 
Z Andronikovim pristankom in podporo je bilo pobito skoraj vse latinsko prebivalstvo Konstantinopla, skupaj približno 80.000 ljudi. Med njimi je bilo največ beneških trgovcev.